# Familia Kardashian
La familia Kardashian, también conocida como la familia Kardashian-Jenner, es una familia estadounidense, de origen armenio; que se destaca en los campos del entretenimiento, el diseño de moda y los negocios. Fundada por Robert Kardashian y Kris Jenner. La familia está formada por sus hijos Kourtney, Kim, Khloé y Rob,  así como por las medias hermanas de estos, Kendall y Kylie. Además, a través del matrimonio de Caitlyn Jenner con la actriz Linda Thompson, por Brandon y Brody.
Kourtney estuvo en pareja anteriormente con el empresario estadounidense Scott Disick; tuvieron tres hijos juntos. Kim está divorciada del rapero y productor discográfico Kanye West; tienen cuatro hijos juntos. Khloé mantuvo una relación con el jugador de baloncesto canadiense Tristan Thompson; tienen dos hijos juntos. Rob salió anteriormente con la rapero y modelo estadounidense Blac Chyna; tienen una hija. Kylie estuvo anteriormente con el rapero y cantante estadounidense Travis Scott; actualmente tienen dos hijos en común.
Robert Kardashian inicialmente recibió atención por ser el abogado de O. J. Simpson, durante su caso de asesinato, pero la familia transformó el video sexual de Kim en 2002 con el cantante Ray J, Kim Kardashian, Superstar, en un "imperio empresarial y de telerrealidad". Ellos desde entonces han sido referidos como "la familia más famosa de Estados Unidos" por Glamour,Insider, influenciadores Vogue. n.

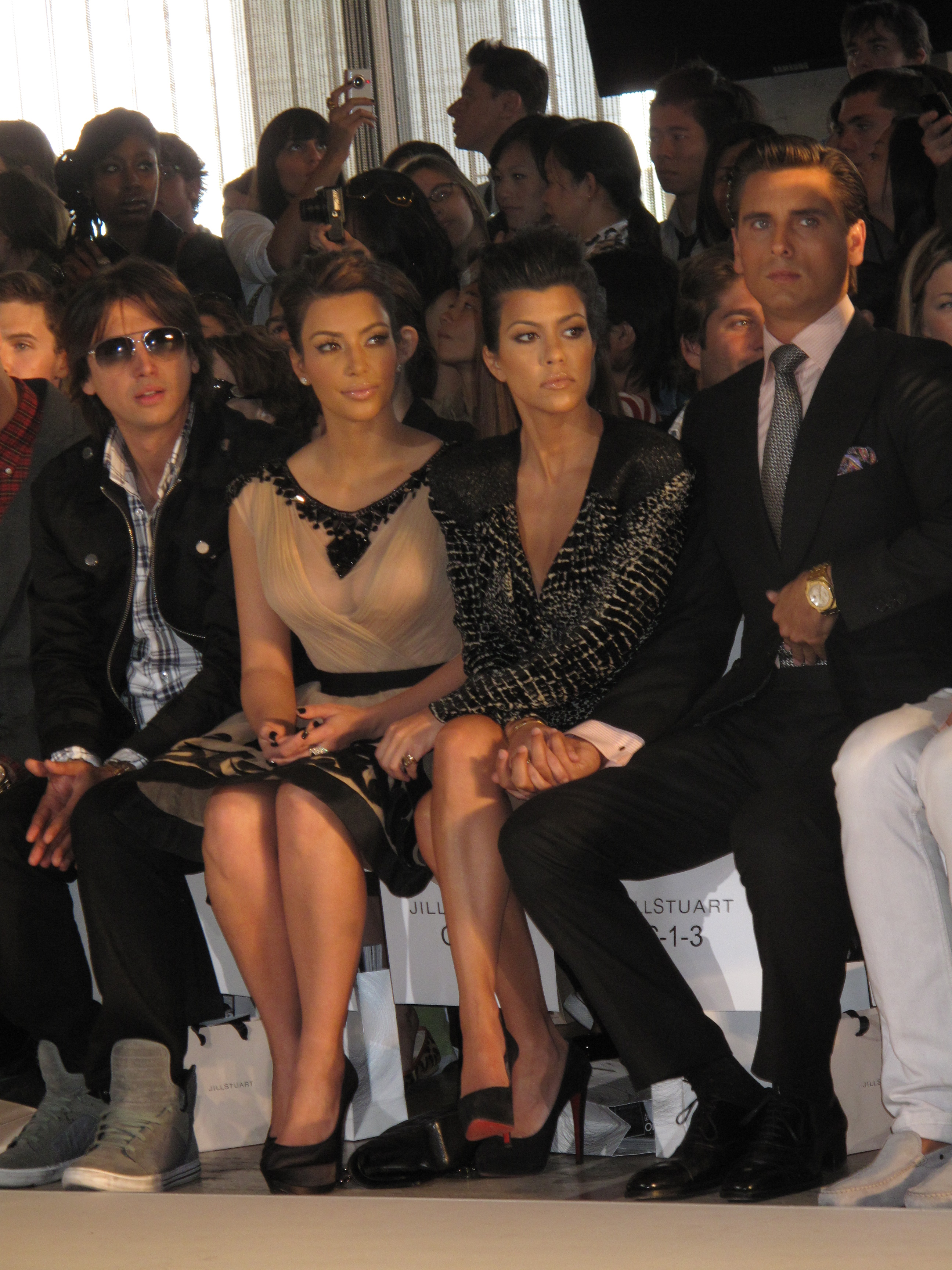
De izquierda a derecha:Jonathan Cheban, una amiga de la familia; Kim Kardashian; Kourtney Kardashian; y el entonces novio de Kourtney Scott Disick, asisten a un desfile de moda de Jill Stuart en la Semana de la Moda Mercedes-Benz en 2010.

Conocido por su participación en programas de telerrealidad, el programa de mayor duración sobre la familia Kardashian como en Keeping Up with the Kardashians (2007-2021). Los spin-offs incluyen Kourtney and Kim Take Miami y Kourtney and Khloé Take Miami (2009-2013); Kourtney and Kim Take New York (2011-2012); Khloé & Lamar (2013); Kourtney and Kim Take Miami (2014-2015); Kourtney and Khloé Take The Hamptons (2014-2015); Dash Dolls (2015) y The Kardashians (2022-presente).

## Trasfondo familiar
Robert Kardashian era hijo de Helen y Arthur Kardashian. Sus cuatro abuelos eran armenios que emigraron del Imperio ruso a los Estados Unidos a principios del siglo XX, originarios de las ciudades de Karakale y Erzurum en la actual Turquía. La familia abandonó el Imperio Ruso antes de que comenzara el genocidio armenio en 1915.

## Recepción

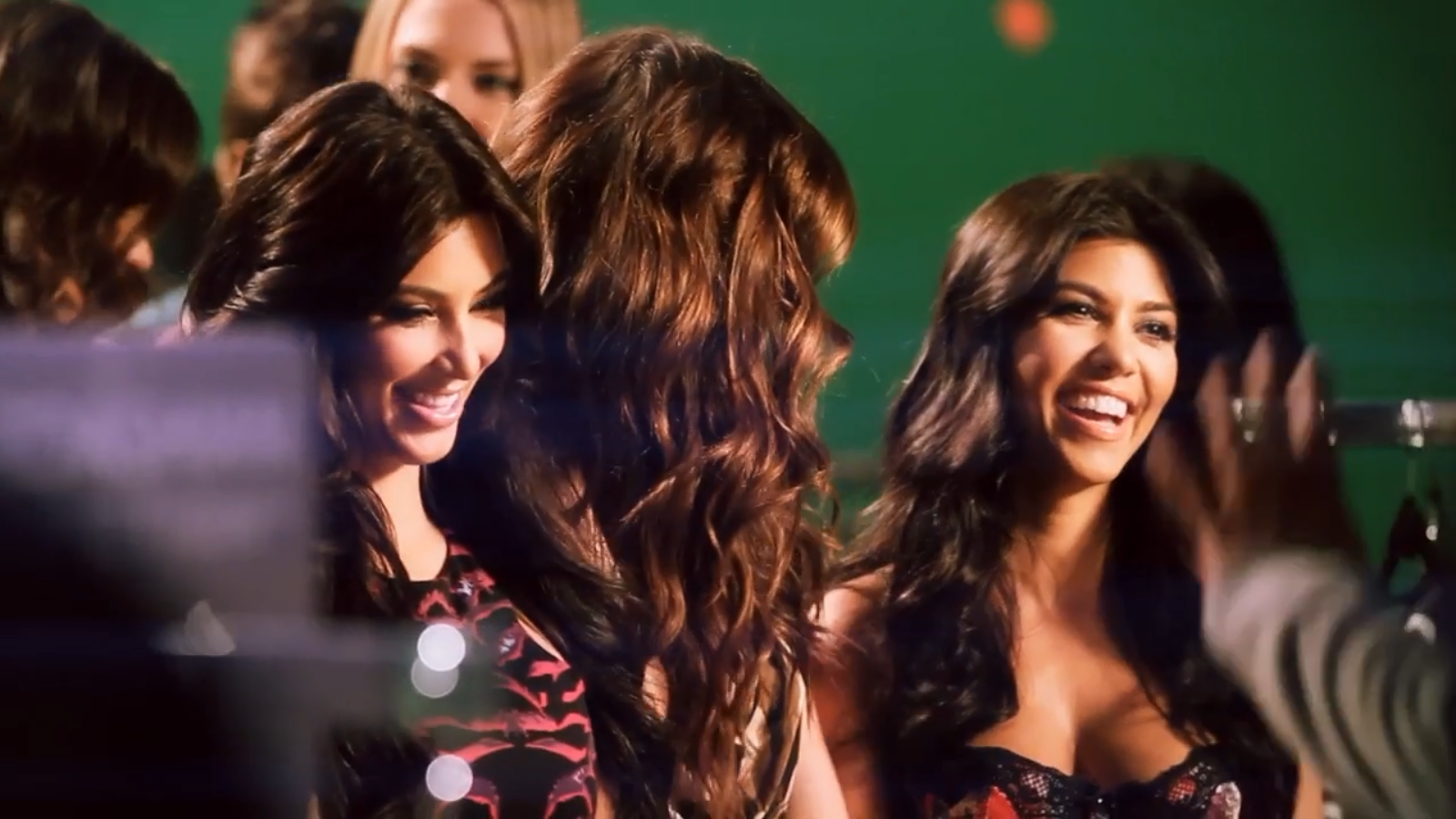
Hermanas de las Kardashian en 2013

La familia y los medios le dan a Kim el crédito por ayudarlos a comenzar sus carreras. La familia ha sido criticada por ser Famoso por ser famoso. A fines de mayo de 2020, Forbes publicó una investigación sobre las finanzas de Kylie, alegando que había tergiversado su condición de multimillonaria. Los escritores Chase Peterson-Withorn y Madeline Berg declararon, "... mentiras piadosas, omisiones y fabricaciones descaradas son de esperar de la familia que perfeccionó, y luego monetizó, el concepto de famoso por ser famoso". Críticos en el programa de telerrealidad sobre la familia Kardashian Keeping up with the Kardashians ha declarado que la familia "no tiene habilidades reales más allá de ser famoso por ser famoso". Vogue declaró que las Kardashian "... han demostrado que aunque eran famosas por ser famosas en la década de 2000, en la de 2010 se convirtieron en una fuerza cultural a tener en cuenta". El 2 de septiembre de 2010 se les entregaron las llaves de Beverly Hills, que fueron organizadas intencionalmente para coincidir con el código postal de la zona: 90210.

## Miembros

### Padres

#### Kris Jenner

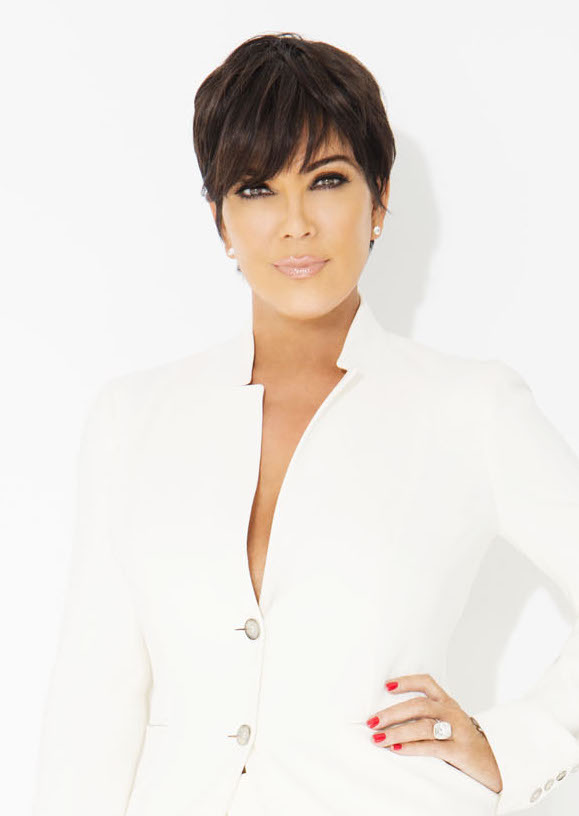
Kris Jenner en 2014

Kristen Mary Houghton nació el 5 de noviembre de 1955 en San Diego, California más conocida como Kris Jenner anteriormente conocida como Kris Kardashian. Es la matriarca de la familia, madre de  Kourtney Kardashian, Kim Kardashian, Khloé Kardashian, Rob Kardashian, Kendall Jenner y Kylie Jenner. Se casó con Robert Kardashian el 8 de julio de 1978, y se divorciaron en marzo de 1991, pero siguieron siendo amigos cercanos, hasta la muerte de Robert por cáncer de esófago en 2003.
En abril de 1991, un mes después de su divorcio de Robert, Kris se casó con su segundo cónyuge, el olímpico retirado Bruce Jenner, quien se declaró públicamente como una mujer transgénero en 2015, tomando el nombre de Caitlyn. Al casarse con Bruce, Kris también tuvo cuatro hijastros: Burt, Cassandra "Casey", Brandon y Brody. Se divorció de Caitlyn el 23 de marzo de 2015. Actualmente está en una relación con Corey Gamble desde alrededor de 2025.
Dirige su propia compañía de producción, Jenner Communications. Desde antes del comienzo de Keeping Up with the Kardashians, ha dirigido la carrera de sus hijas Kim, Kourtney, Khloe, Kendall y Kylie. Ella también está involucrada en la gestión comercial de sus otras hijas y su hijo. Jenner abrió una boutique para niños en 2004 con su hija mayor, Kourtney. En 2011, Jenner lanzó una línea de ropa, Kris Jenner Kollection con QVC.
Escribió los libros Kris Jenner ... and All Things Kardashian de 2011 y el libro In the Kitchen with Kris: A Kollection of Kardashian-Jenner Family Favorites de 2014.

#### Robert Kardashian
Robert George Kardashian nació el 22 de febrero de 1944 en Los Ángeles, California más conocido como Robert Kardashian. Fue el patriarca de la familia, padre de  Kourtney Kardashian, Kim Kardashian, Khloé Kardashian y Rob Kardashian. Se casó con Kris Jenner el 8 de julio de 1978, y se divorciaron en marzo de 1991, pero siguieron siendo amigos cercanos. Robert se volvió a casar en 1998 con Jan Ashley; divorciándose de ella en 1999; y posteriormente se casó por última vez en 2003 con Ellen Pierson. Robert fue diagnosticado con cáncer de esófago en julio de 2003. Murió dos meses después, el 30 de septiembre de 2003, en su casa en Encino, Los Ángeles, a los 59 años, y fue enterrado en el Cementerio Inglewood Park en Inglewood, California.
Robert asistió a Susan Miller Dorsey High School y a la Universidad del Sur de California, de la cual se graduó en 1966 con un B.S. grado en administración de empresas. Obtuvo un título de J.D. de la Facultad de Derecho de la Universidad de San Diego y ejerció durante aproximadamente una década; después de eso, entró en el negocio. En 1973, Robert fue uno de los cofundadores de la publicación comercial Radio & Records, que él y sus socios vendieron con grandes ganancias en 1979. Tras el asesinato de Nicole Brown Simpson y Ronald Goldman el 12 de junio de 1994, O. J. Simpson fue acusado de los asesinatos y posteriormente absuelto de todos los cargos penales en un controvertido juicio penal. Robert había dejado que su licencia para ejercer la abogacía quedara inactiva antes del caso Simpson, pero la reactivó para ayudar en la defensa de Simpson como asistente voluntario en su equipo legal, junto con los principales abogados defensores de Simpson, Robert Shapiro y Johnnie Cochran. Como uno de los abogados de Simpson y miembro de la defensa "Dream Team", Robert no pudo ser obligado o citado a testificar contra Simpson en el caso, que incluía la historia pasada y el comportamiento de Simpson con su exesposa Nicole, y en cuanto al contenido de la bolsa de ropa de Simpson. Se sentó junto a Simpson durante todo el juicio. La participación de Robert en el juicio de Simpson fue uno de los impulsos para crear la "Dinastía Kardashian".

### Árbol genealógico

#### Kardashian
- Tatos Saghatel Kardashian, m. Hamas Shakarian
  - Arthur Kardashian (b. 26 de octubre de 1917), m. Helen Arakelian
    - Robert Kardashian (b. 22 de febrero de 1944), m. Kris Houghton (b. 5 de noviembre de 1955)
      - Kourtney Kardashian (b. 18 de abril de 1979), anteriormente en una relación con Scott Disick (b. 26 de mayo de 1983), m. Travis Barker (b. 14 de noviembre de 1975)
        - Mason Dash Disick (b. 14 de diciembre de 2009)
        - Penelope Scotland Disick (b. 8 de julio de 2012)
        - Reign Aston Disick (b. 14 de diciembre de 2014)
        - Rocky Barker (b. noviembre del 2023)

      - Kim Kardashian (b. 21 de octubre de 1980), anteriormente en una relación con Kanye West (b. 8 de junio de 1977)
        - North West (b. 15 de junio de 2013)
        - Saint West (b. 5 de diciembre de 2015)
        - Chicago West (b. 15 de enero de 2018)
        - Psalm West (b. 10 de mayo de 2019)

      - Khloé Kardashian (b. 27 de junio de 1984), anteriormente en una relación con Tristan Thompson (b. 13 de marzo de 1991)
        - True Thompson (b. 12 de abril de 2018)
        - Tatum Thompson (b. 28 de julio de 2022)

      - Rob Kardashian (b. 17 de marzo de 1987), anteriormente en una relación con Blac Chyna (b. 11 de mayo de 1988)
        - Dream Renée Kardashian (b. 10 de noviembre de 2016)

    - Barbara Kardashian Freeman (b. 10 de febrero de 1939)[45]
    - Thomas "Tom" Kardashian, m. Joan "Joanie" Roberts (anteriormente Esposito)[46]

#### Kardashian–Jenner
- William Hugh Jenner m. Esther Ruth McGuire
  - Bruce Jenner (b. 28 de octubre de 1949), m. Kris Kardashian (b. 5 de noviembre de 1955)
    - Kendall Jenner (b. 3 de noviembre de 1995)
    - Kylie Jenner (b. 10 de agosto de 1997), anteriormente en una relación con Travis Scott (b. 30 de abril de 1991)
      - Stormi Webster (b. 1 de febrero de 2018)
      - Aire Webster (b. 2 de febrero de 2022), Anteriormente llamado Wolf Webster.

  - Burt Jenner (1958-1976)

Fuentes de árboles genealógicos: